# Isthmocoris tristis
Isthmocoris tristis är en insektsart som först beskrevs av Carl Stål 1854.  Isthmocoris tristis ingår i släktet Isthmocoris och familjen Geocoridae. Inga underarter finns listade i Catalogue of Life.